# Dmitri Gaag
Dmitri Vladimirovich Gaag (em cirílico, Дмитрий Владимирович Гааг: Qarağandı, 20 de março de 1971) é um ex-triatleta cazaque, campeão mundial e dos Jogos Asiáticos.

## Carreira
Dmitri Gaag representou seu país nos Jogos Olímpicos de 2000, 2004 e 2008, não medalhando.
Em setembro de 2008, ele foi pego no exame anti-doping por uso de EPO.